# Pont-Évêque
Pont-Évêque är en kommun i departementet Isère i regionen Auvergne-Rhône-Alpes i sydöstra Frankrike. Kommunen ligger i kantonen Vienne-Nord som tillhör arrondissementet Vienne. År 2022 hade Pont-Évêque 5 843 invånare.

## Befolkningsutveckling
Antalet invånare i kommunen Pont-Évêque
Referens:INSEE